# Uadi Jureitun

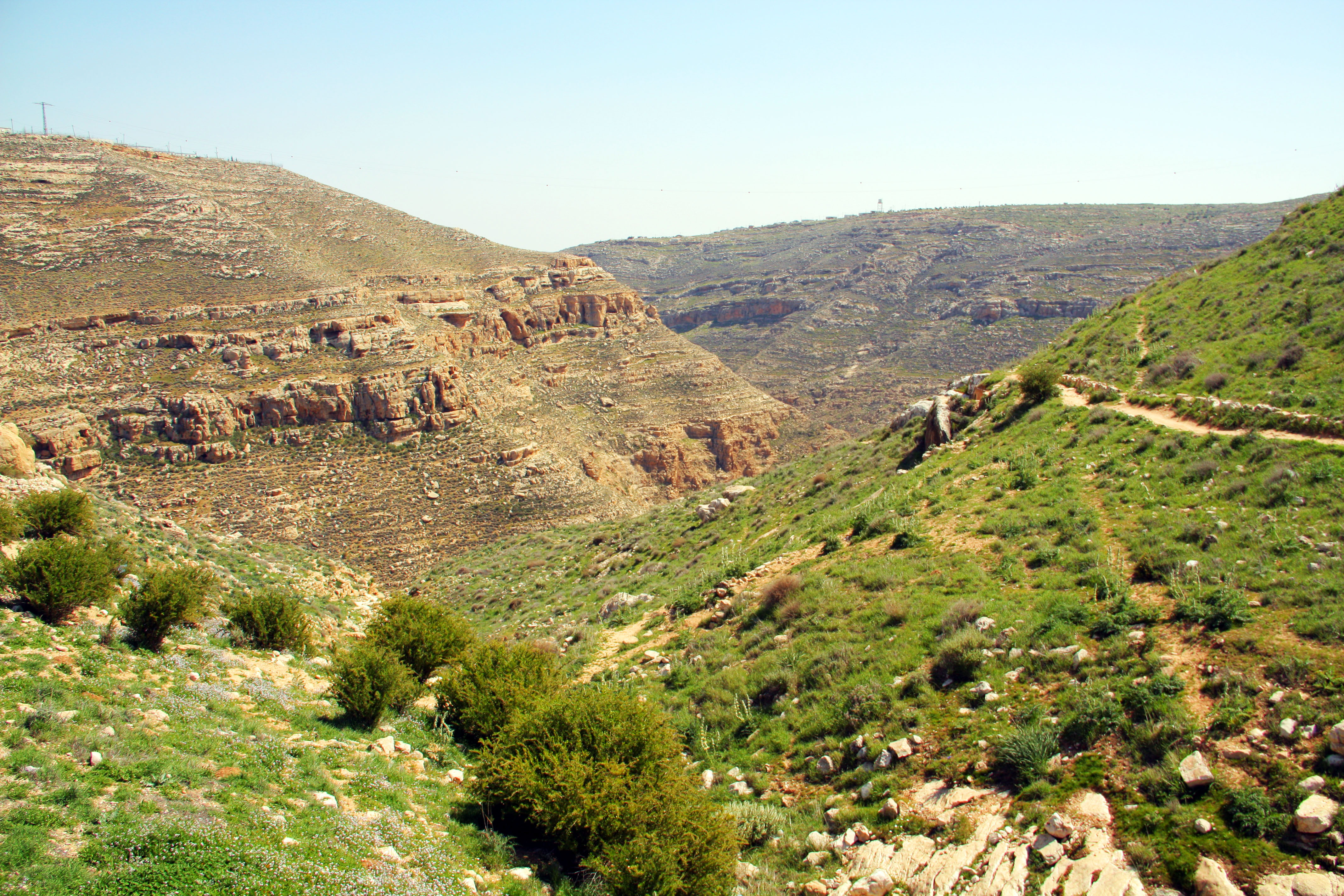
Valle de Jureitun.

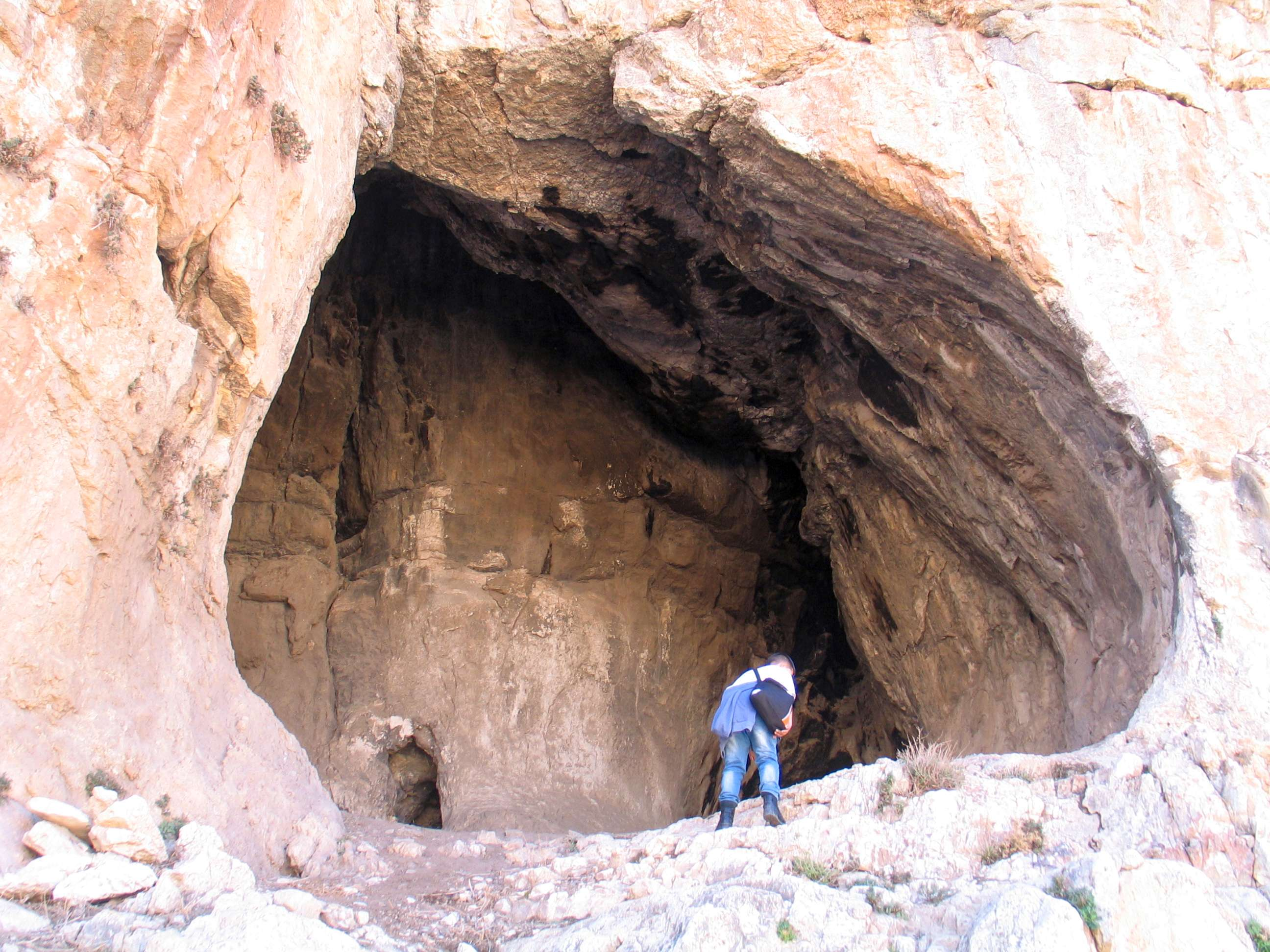
Cueva en el uadi Jureitun.

El uadi Jureitun o Nahal Tekoa es un uadi situado en un profundo barranco del desierto de Judea, en Cisjordania, al oeste del mar Muerto, que nace cerca del pueblo palestino de Tuqu' y del asentamiento israelí de Tekoa.
Se utiliza el nombre hebreo, Nahal Tekoa ("arroyo de Tekoa") por haber sido utilizado en algunos contextos cristianos, cuando algunas comunidades del cristianismo primitivo construían sus lauras en el desierto de Judea entre escarpados acantilados como fue el caso de la Vieja Laura de Caritón el Confesor en el valle de Tekoa.
El nombre árabe, uadi Jureitun, procede del ermitaño cristiano san Caritón, que fundó su tercera laura en este valle, la laura de Souka, a principios del siglo IV. Este monasterio existió hasta el siglo XIII.

## Descripción e historia
Una ruta de senderismo al oeste del uadi pasa por varias cuevas prehistóricas en su camino hacia el sur, hasta las ruinas del monasterio de san Caritón. 
En esta zona se encuentra el yacimiento arqueológico de la Edad de Piedra (Mesolítico y Neolítico) de El Jiam, que dio su nombre al período Khiamiense.
San Caritón el Confesor (fallecido c. 350) fundó aquí la Laura de Souka, más tarde llamada Laura Vieja, y hoy popularmente conocida como monasterio de Caritón (Mar Chariton).
Las cuevas kársticas de piedra caliza del uadi fueron ampliadas y utilizadas como moradas eremíticas por monjes de las lauras de san Caritón y de un posterior monje y santo del desierto, Eutimio el Grande.